# Jang Mi-kwan
Jang Mi-kwan (hangul: 장미관, RR: Jang Mi-gwan) es un actor y modelo surcoreano.

## Biografía
Estudió en la Universidad Daekyeung, en el departamento de modelaje.

## Carrera
Es miembro de la agencia "Zen Stars".
En febrero del 2017 obtuvo su primer papel importante en la televisión cuando se unió al elenco recurrente de la popular serie surcoreana Strong Woman Do Bong-soon donde interpretó al psicótico asesino y secuestrador Kim Jang-hyun, hasta el final de la serie el 15 de abril del mismo año.
En agosto del mismo año se unió al elenco recurrente de la serie Manhole donde dio vida a Park Jae-hyun.

## Filmografía

### Series de televisión
| Año  | Título                    | Personaje     | Notas        |
| ---- | ------------------------- | ------------- | ------------ |
| 2020 | My Dangerous Wife         | Jae-jung      |              |
| 2020 | Fatal Promise             | Nam Jung-wook | ep. #60      |
| 2017 | Manhole                   | Park Jae-hyun |              |
| 2017 | Strong Woman Do Bong-soon | Kim Jang-hyun | 16 episodios |